# 平野稔
平野 稔（ひらの みのる、1934年12月1日 - ）は、日本の男性俳優、声優、劇作家。岐阜県山県郡美山町（現・山県市）出身。

## 来歴
日本大学医学部中退後、俳優を志し、東宝系列の東京映画の専属俳優を経て、現代演劇協会傘下の劇団欅および劇団雲に所属。1975年、演劇集団 円の結成に参加し、以降、舞台を中心にテレビドラマや吹き替えなどで活躍する。
妻は女優の有田麻里（2009年死別）。
2006年、円を妻と共に退団。以降は個人事務所の平野企画を設立し、主に自身の少年期をだぶらせた自作の舞台『蔵のある家』などの公演に取り組んでいる。

## 人物
声種はバリトン。
特技は岐阜弁、殺陣。資格は普通自動車免許。

## 出演

### テレビドラマ
- 徳川家康（1964年）
- 大河ドラマ（NHK）
  - 竜馬がゆく（1968年） - 島村衛吉 役
  - 黄金の日々 第15話「九死一生」（1978年） - 弥三郎 役
  - 武田信玄（1988年） - 佐久間信盛 役
- 姉妹化粧（1968年、CX） ‐ 高木孫七 役
- パパと呼ばないで 第27話「男は度胸?」（1973年、NTV） - 医師
- ファイヤーマン 第23話「宇宙指令 ファイヤーマンを殺せ!」（1973年、NTV） - 川瀬（グリーン星人） 役
- 非情のライセンス 第2シリーズ 第15話「兇悪の故郷」（1975年、NET） - 男
- 俺たちの旅 第11話「男はみんなロマンチストなのです」（1975年、NTV）
- いろはの"い" 第9話「人質」（1976年、NTV） - 渡辺
- 赤い衝撃（1976年、TBS）
- 快傑ズバット 第21話「さらば瞼の母」（1977年、12ch） - 夜叉丸 役
- 大江戸捜査網（12ch→TX）
  - 第276話「無残! 盗っ人秘録」（1977年） - 掏摸の親分 役
  - 第551話「白昼夢 過去を暴く脅迫状」（1982年） - 片山靖之助 役
  - 第592話「少年が襲う! 横浜無宿人狩り」（1983年） - 沢村
- 特捜最前線（ANB）
  - 第12話「地獄に堕ちる愛」（1977年）
  - 第103話「帰ってきたスキャンダル刑事!」（1979年）
  - 第148話「警視庁番外刑事!」（1980年）
  - 第192話「張込み・靴を磨く刑事!」（1981年）
  - 第244話「消えた聖女・恐怖の48時間!」（1982年）
  - 第327話「オランダ坂殺人予告状!」（1983年）
  - 第354話「証言台の女秘書!」（1984年）
  - 第372話「老刑事スニーカーを履く!」（1984年）
  - 第406話「スキャンダル・スクープ!」（1985年）
  - 第433話「モーニング・コールの証明!」（1985年）
  - 第475話「単身赴任誘拐事件・窓際族の身代金!」（1986年7月） - 浜田刑事 役
- あさひが丘の大統領 第31話（1980年、NTV）
- 闇を斬れ 第10話「三つの命を持つ男」（1981年、KTV） - 奉行
- ザ・サスペンス / 松本清張の馬を売る女（1982年、TBS）
- だんなさまは18歳 第15話「大発見! 園長の秘密?」（1983年、TBS） - 篠塚正一
- 暴れん坊将軍シリーズ（ANB）
  - 暴れん坊将軍II 第67話「男ひでりの花板修行!」（1984年） - 舟木半左衛門 役
  - 暴れん坊将軍XI 第1話「吉宗、炎の生還」（2001年8月9日） - 越智備前守 役
- 太陽にほえろ!（NTV）
  - 第619話「犯人の顔」（1984年） - 大熊家の婿
  - 第663話「1970年9月13日」（1985年） - 貿易会社社員
  - 第710話「殺意との対決・橘警部」（1986年） - 島本一郎弁護士 役
- 気になる天使たち 第9話「君がいて、僕がいる」（1981年、CX）
- 大戦隊ゴーグルファイブ 第34話「出た! 黄金必殺技」（1982年、ANB） - 河田博士 役
- 土曜ワイド劇場（ANB→EX）
  - 松本清張の溺れ谷（1983年）
  - 新・赤かぶ検事奮戦記 第1作（1994年） - 雨宮教授 役
  - 事件
    - 第3作（1995年） - 宮地裁判長 役
    - 第5作（1997年） - 横川啓吾裁判長 役

  - 繭の密室（1998年） ‐ 杉田校長 役
  - 温泉若おかみの殺人推理 第11作（2002年） - 高木清澄 役
  - 盗聴撃退!完全マニュアル（2005年） ‐ 岡崎泰三 役
  - 超高層ホテルウーマンvs女ガードマン（2007年） - 磯村清次 役
- スチュワーデス物語 第21話「恋のゆくえ!!」（1984年、TBS） - 総合最終再試験試験官
- 流れ星佐吉 第5話「初恋が呼んだ大怒り」（1984年、KTV）
- ニュードキュメンタリードラマ昭和 松本清張事件にせまる 第11話「佐分利公使の怪死事件」（1984年、ANB）
- 兄弟拳バイクロッサー（1985年、NTV） - 明和大学の拳の先生
  - 第3話「お化け空缶珍騒動」
  - 第15話「悪神ゴーラゾンガー」
  - 第23話「人を食う毒花」
  - 第28話「コブ取り大騒動!」
- 気分は名探偵（1985年、NTV） ‐ 大村医師 役
- 少女に何が起ったか（1985年、TBS） - 尾山台病院医師
- 私鉄沿線97分署（ANB）
  - 第16話「ヘルプ! 身代金を集めて!!」（1985年）
  - 第82話「アシタバ摘んで罪つんで」（1986年） - 白木和良 役
- スーパーポリス 第9話「一万円札ミステリー案内」（1985年、TBS）
- 火曜サスペンス劇場（NTV）
  - 赤い記憶（1985年） - 刑事部長
  - 女監察医・室生亜季子 第4作（1988年） - 春日啓二 役
  - 名無しの探偵 第5作（1989年） - 清水部長 役
  - 小京都ミステリー
    - 第4作（1991年） ‐ 轟専務 役
    - 第5作（1992年） - 野村院長 役
    - 第26作（1999年） - 橘勲 役

  - 松本清張作家活動40年記念スペシャル・ゼロの焦点（1991年） - 西山医師 役
  - 松本清張スペシャル・喪失の儀礼（1994年） - 三木章一 役
  - 取調室 第1作（1994年） - 一笠教授 役
  - 犯罪心理分析官 第1作（1994年） - 石澤富士雄 役
  - 弁護士・高林鮎子 第14作（1994年） - 久保田刑事部長 役
  - 松本清張スペシャル・内海の輪（2001年）
  - 松本清張スペシャル・一年半待て（2002年） - 益田
  - 街の医者・神山治郎 第3作（2002年） - 高林院長 役
- 草壁署迷宮課おみやさん（ABC）
  - 迷宮課刑事おみやさん 第9話「7年前の奪われた美女「シモーヌ」が今日…!」（1985年） - 小西サダオ 役
  - 六本木ダンディーおみやさん 第11話「15年前の恋人の出現にあわてた殺人事件」（1987年） - 村瀬社長 役
- 誇りの報酬 第17話「頭脳プレーでホシを追え」（1986年、NTV） - 野々村刑事（城西署） 役
- ザ・ハングマンシリーズ（ABC）
  - ザ・ハングマンV 第1話「人妻がパートでハングマン!?」（1986年） - 木下孝夫（政友会幹部） 役
  - ザ・ハングマン6 第15話「さらば友よ! グッドラック!」（1987年） - 藤原康夫（東光開発経理課長） 役
- このこ誰の子?（1986年、CX）
- ジャングル（1987年、NTV）
- 裸の大将 第29話「清と雲とひまわりと」（1988年、関西テレビ、フジテレビ / 東阪企画）
- もっとあぶない刑事 第13話「代償」（1989年、NTV）
- 機動刑事ジバン 第8話「デコボコ! 東京モグラ地図」（1989年、ANB） ‐ 徳丸社長 役
- 大忠臣蔵（1989年、TX） - 安井彦右衛門 役
- 月影兵庫あばれ旅（1989年、TX） - 三戸信浄 役
- 必殺スペシャル・新春 大暴れ仕事人! 横浜異人屋敷の決闘（1990年、ABC） - 松平春嶽 役
- もう誰も愛さない（1991年、CX） - 田代裕二 役
- 刑事貴族2（1991年、NTV）
- はぐれ刑事純情派 第4シリーズ 第16話「レイプ未遂! 正当防衛で捕まった女」（1991年、ANB / 東映） ‐ 飯岡光雄 役
- 大空港'92（1992年、ANB） - 吉岡隆一郎 役
- さすらい刑事旅情編（ANB）
- この世の果て（1994年、CX）
- ぽっかぽか 第3シリーズ（1996年） - 峰岸社長 役
- 踊る大捜査線 第8話（1997年、CX）
- 陰陽師（2001年、NHK） - 藤原兼道 役
- 人間の証明2001（2001年、BSジャパン） - 郡陽平 役
- 水戸黄門（2002年、TBS） - 小笠原喜三郎 役
- クニミツの政（2003年、KTV）
- ホットマン 第2シリーズ（2004年、TBS）
- 金曜エンタテイメント（CX）
  - 赤い霊柩車シリーズ 第1作（1992年） - 山崎教授（啓一の父） 役
  - おばさんデカ 桜乙女の事件帖 第3作（1995年） - 麻生利勝 役
- 女と愛とミステリー（TX / BSジャパン）
  - 信濃のコロンボ事件ファイル
    - 第2作（2002年） - 大沢健一 役
    - 第7作（2005年） - 富原専務 役

  - 旅行作家・茶屋次郎 第3作（2003年） - 遠山院長 役
- 名奉行!大岡越前 第1シリーズ（2005年） - 酒井勝長 役
- 富豪刑事デラックス（2006年、ABC） - 中山
- 相棒 Season8（2009年、ANB） - 高階仁 役

### 映画
- 黒い花びら（1960年）
- 天平の甍（1980年）
- 小説吉田学校（1983年）
- 生きてみたいもう一度 新宿バス放火事件（1985年）
- 海と毒薬（1986年）
- またまたあぶない刑事（1988年）
- おろしや国酔夢譚（1992年）
- 集団左遷（1994年）
- 郡上一揆（2000年）
- 亡国のイージス（2005年）
- 三年身籠る（2006年）
- 石内尋常高等小学校 花は散れども（2008年）

### テレビアニメ
- MASTERキートン（1998年、通訳）
- WOLF'S RAIN（2003年、老狼）
- MONSTER（2004年、刑事、刑事A）
- ゴルゴ13（2008年、ギデオン・デ・グレイ）
- 名探偵コナン（2010年 - 2011年、梅津英章、古垣倫作）

### 劇場アニメ
- 茄子 アンダルシアの夏（2003年、エルナンデス）
- イノセンス（2004年）
- 東のエデン 劇場版II Paradise Lost（2010年、後援会員A）

### OVA
- 茄子 スーツケースの渡り鳥（2007年、エルナンデス）

### Webアニメ
- 幕末機関説 いろはにほへと（2006年、大鳥圭介）

### ゲーム
- ぼくのなつやすみ2 海の冒険篇（2002年、じいちゃん）
- ぼくらのかぞく（2005年、さがら先生）

### 吹き替え

#### 映画
- SFクローン人間の異常な愛 日本テレビ版 - メレディス教授（レイ・ミランド）
- SF謎の宇宙船遭遇 日本テレビ版 - フランク・モリソン（フィリップ・アボット）、ウィルソン
- オレはギャング ガーディニア TBS版 - ビスコート（フランコ・ディオジェーネ）
- スター・ウォーズ 特別篇 日本テレビ（金曜ロードショー）版 - ジャン・ドドンナ将軍
- スターフライト・ワン テレビ版 - Q・T・ソーンウェル（レイ・ミランド）
- トランスフォーマー - ジョン・ケラー国防長官[5]
- ナポリと女と泥棒たち テレビ東京版 - シャシロ（マリオ・アドルフ）
- パール・ハーバー - ルーズベルト大統領（ジョン・ヴォイト）
- 僕の、世界の中心は、君だ。 - マングム
- フォー・フレンズ/4つの青春 日本テレビ版 - プロザー氏
- プルート・ナッシュ
- プロフェシー
- 猛獣大脱走
- ライフ・アクアティック
- ライフ・イズ・コメディ! ピーター・セラーズの愛し方（ビル・セラーズ）
- ランボー 日本テレビ版 - カーン
- リプレイスメント
- ロボコップ3 テレビ朝日版 - オムニ社CEO（リップ・トーン）

#### ドラマ
- アリー my Love
- ER緊急救命室シリーズ
  - シーズンV #14 - サリバン（ジェームズ・ハンディ）
  - シーズンVII #4 - メロンストン（アラン・ヤング）、#15 - ヘンダーソン（デヴィッド・リチャーズ）
  - シーズンVIII #9、10 - アルター（カスチュロ・ゲッラ）
  - シーズンXII #8 - マーティー・トルドー（アレックス・ロッコ）
  - シーズンXIII #18 - アルフレッド・ゴウアー（シーモア・カッセル）
- パリの恋人 - 会長
- ブルックリン74分署 - スタン・ジョナス警部補〈ジェームズ・B・シッキング〉）
- 名探偵モンク

### ラジオドラマ
- 西遊妖猿伝（1989年、百眼道人）

### バラエティ番組
- ダウンタウンのごっつええ感じ（1992年） - サスペンスコント「稲妻は死をはこぶ」の一流企業部長役

### 舞台
- 王女メディア
- 桜の園
- ヘルゲランの勇者たち（グンナル）
- ハムレット
- リア王

## 著作
- 「蔵のある家」（戯曲）
- 「蛍・きりぎりす」（エッセイ集）